# Réserve naturelle de Kaniv
La réserve naturelle de Kaniv (en ukrainien : Канівський природний заповідник) est une institution près de Kaniv en Ukraine.
Elle dépend de l'Université nationale Taras-Chevtchenko de Kiev et est classée.
La superficie totale de la réserve est de 2 027 hectares, la réserve borde le Dniepr.
Elle accueille la maison de Mikola Biliachivski.

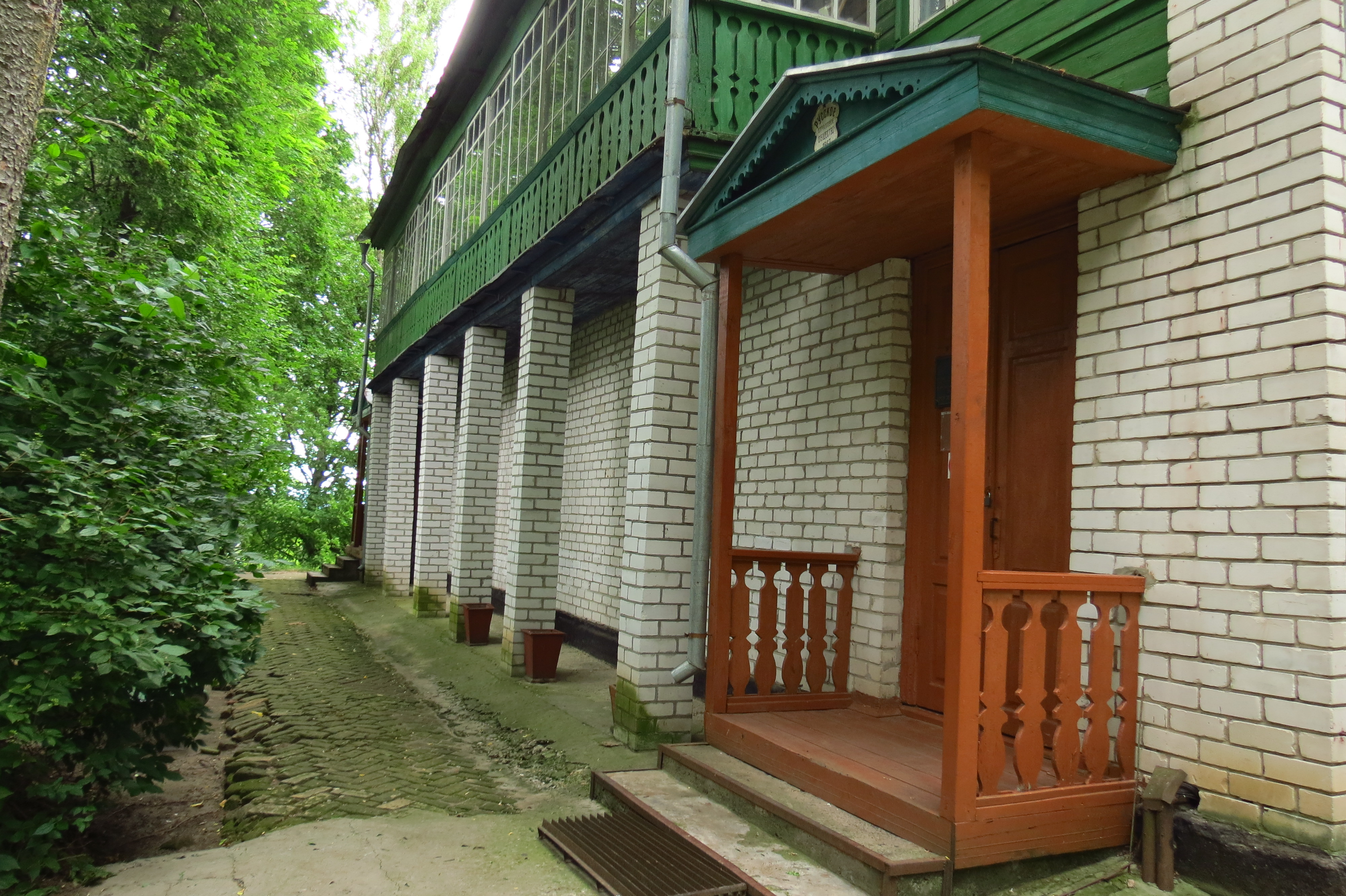
Sa maison classée.

## En images

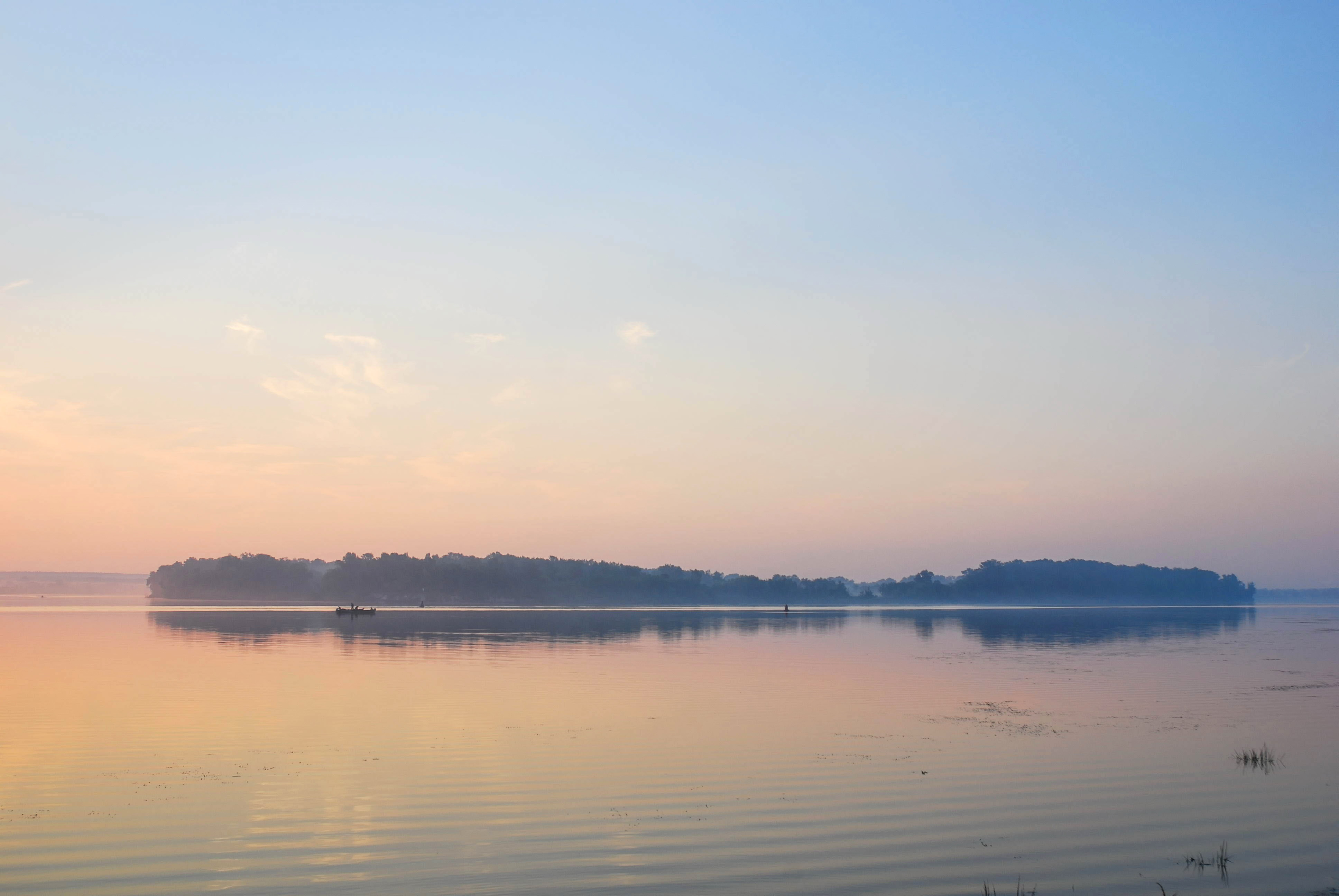
L'île Krouhlyk,
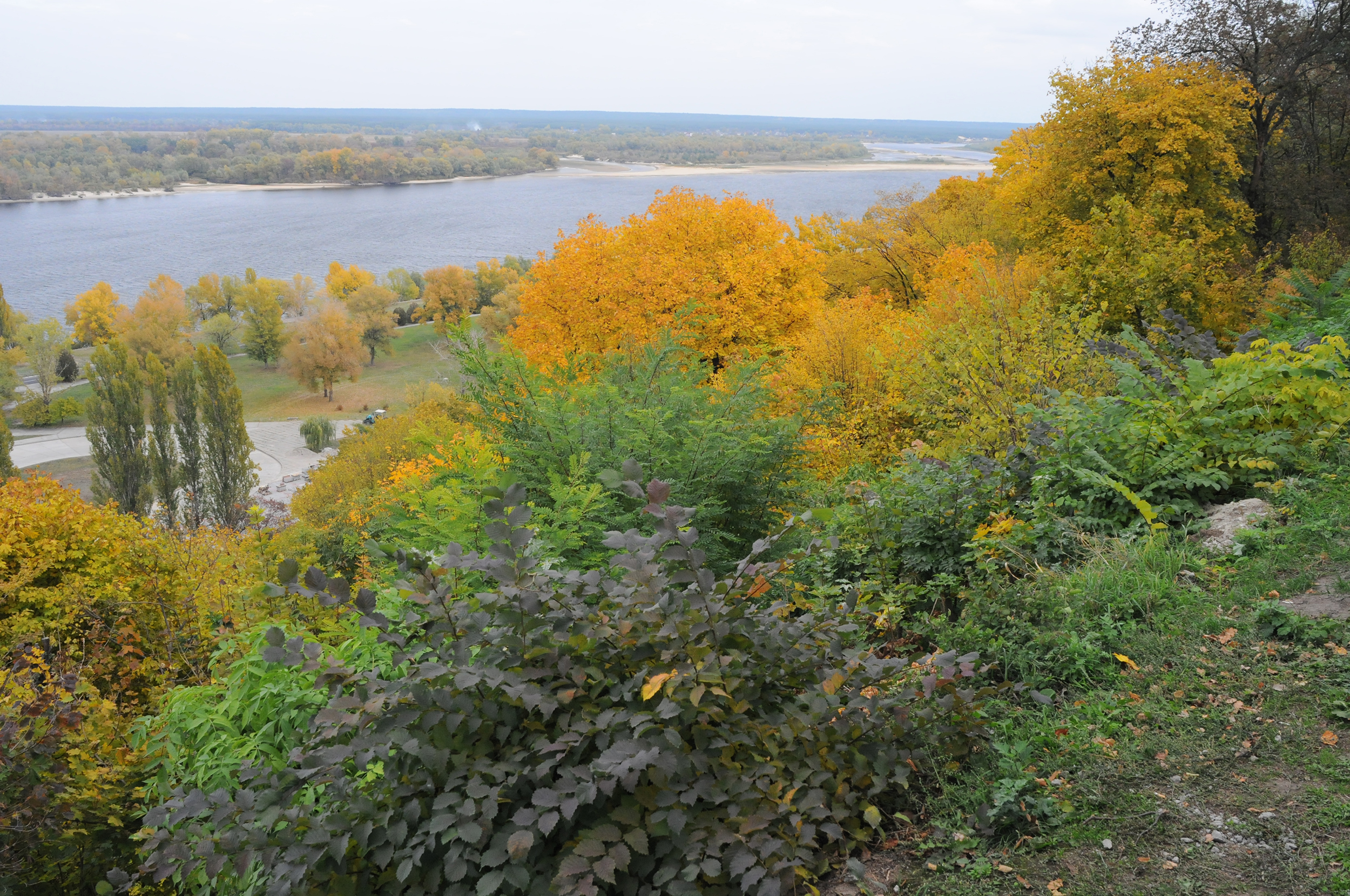
la colline classée[3].
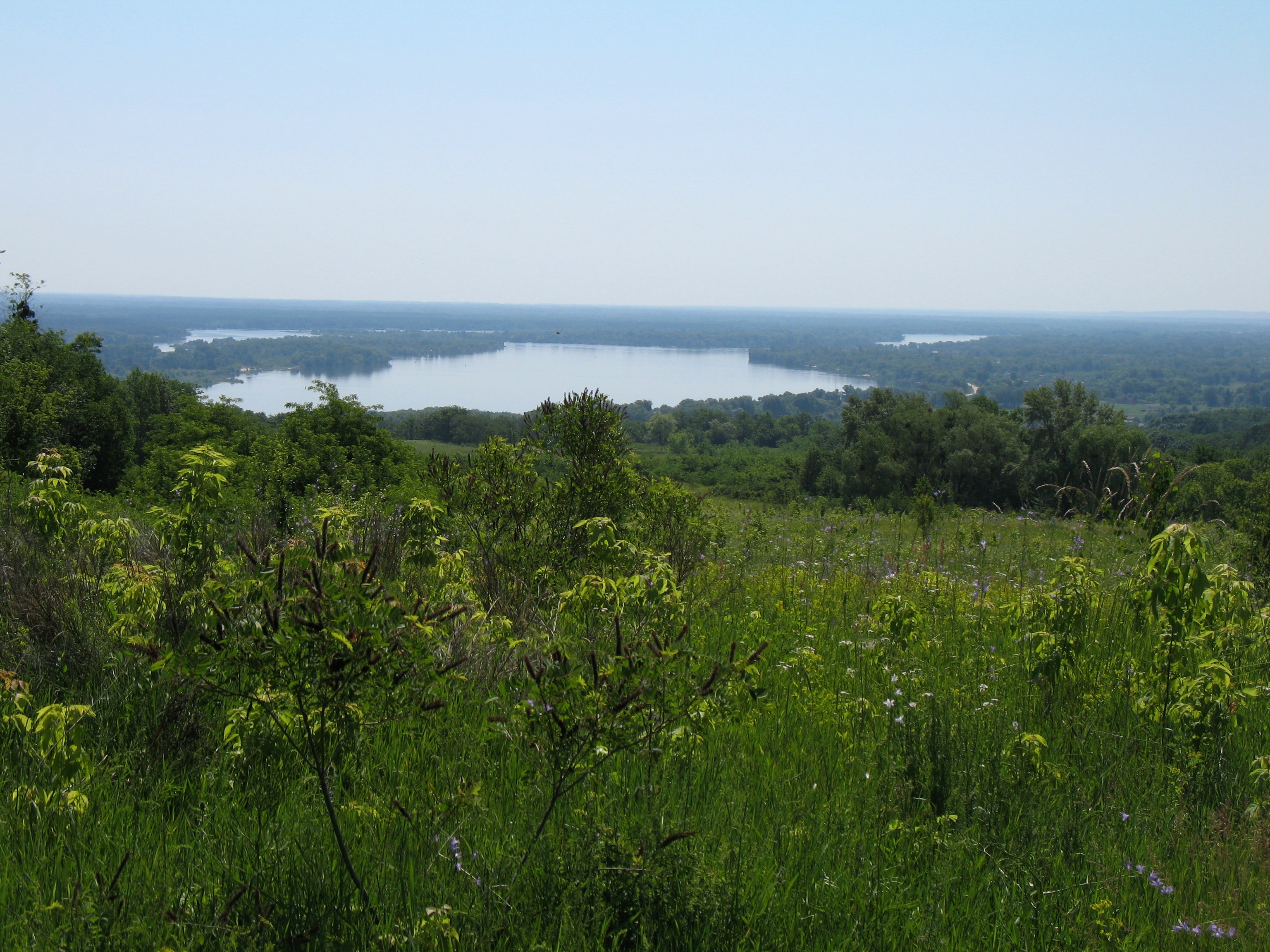
avec vue sur la réserve,
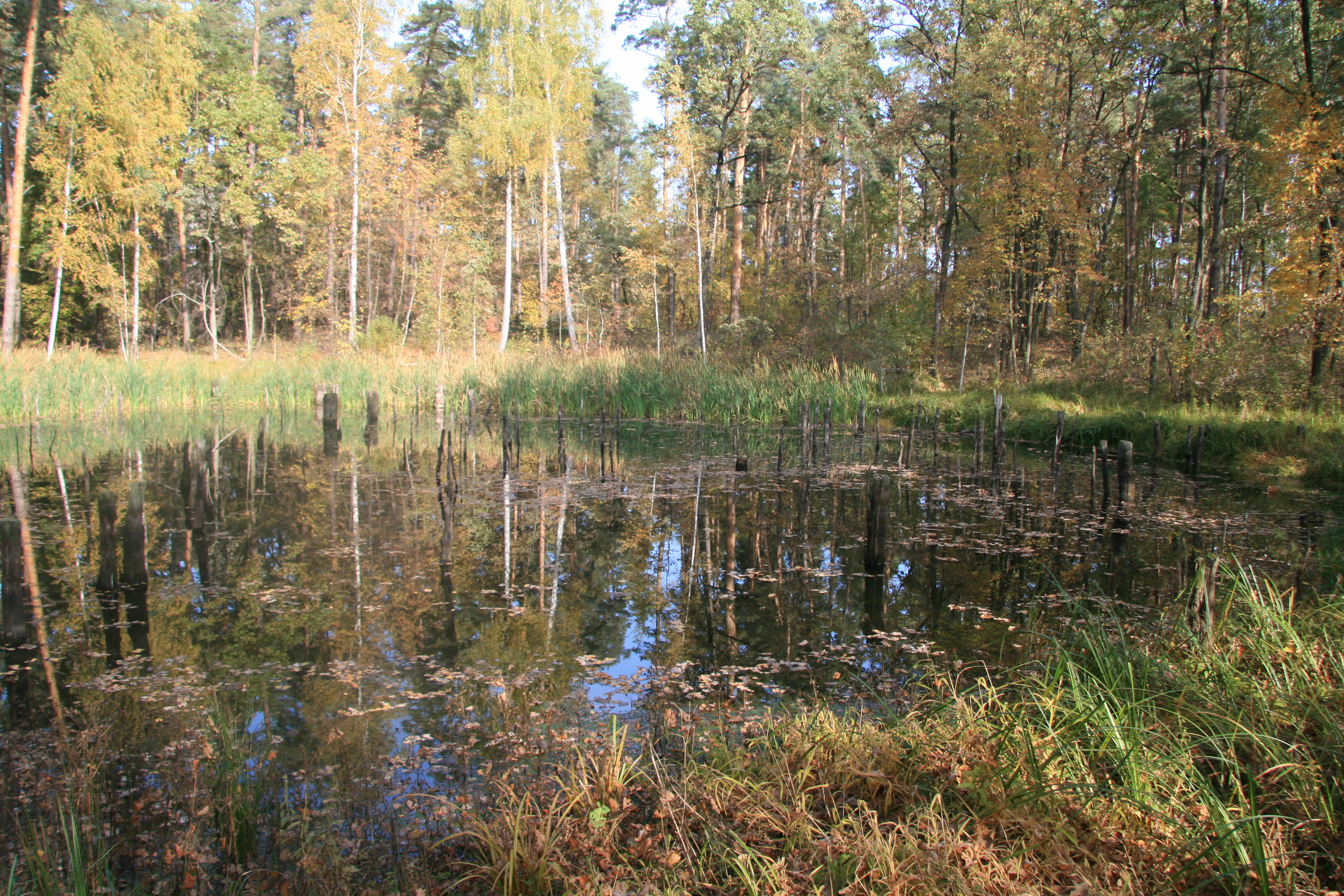
la plaine inondable,
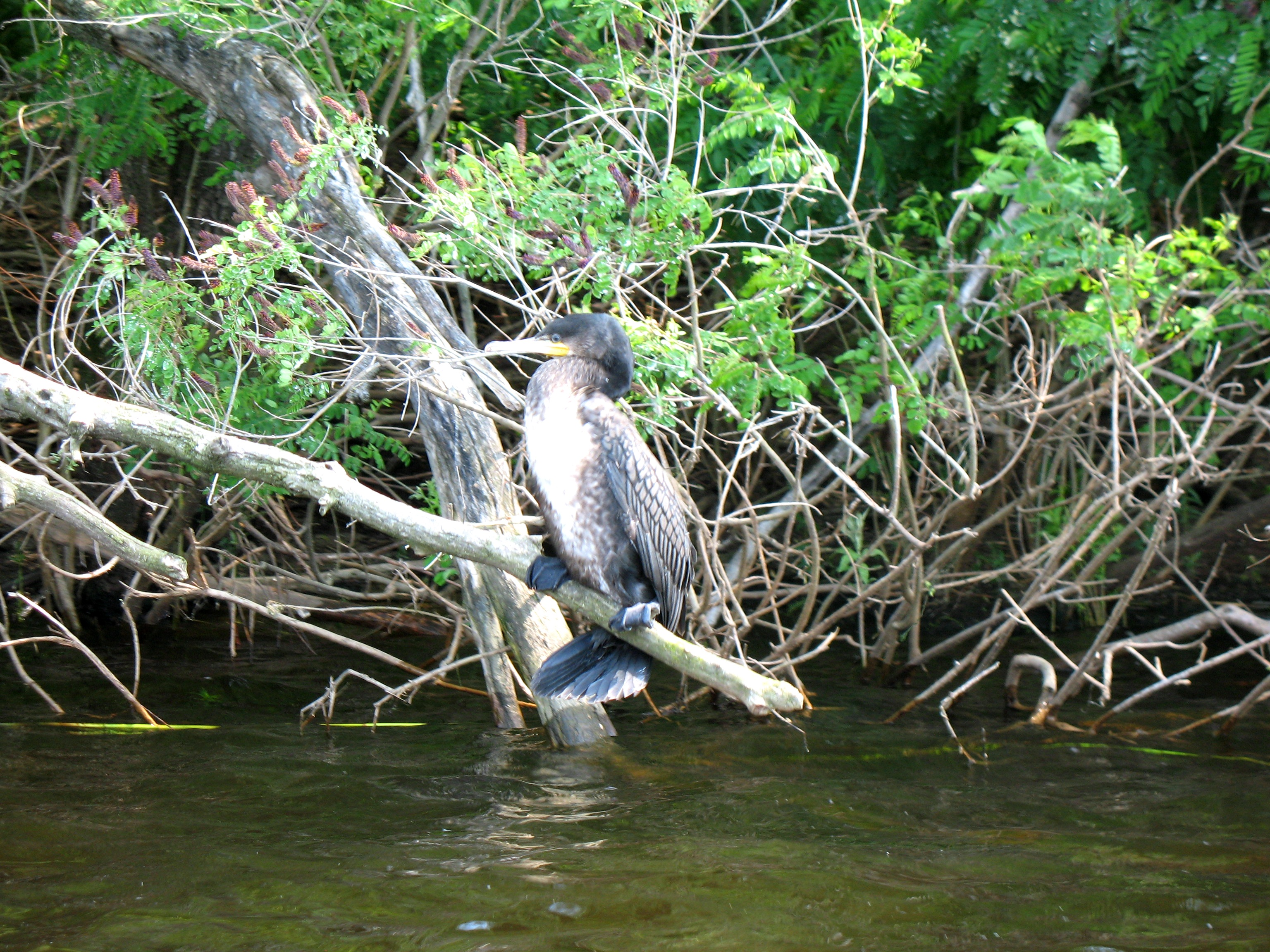
et cormoran.
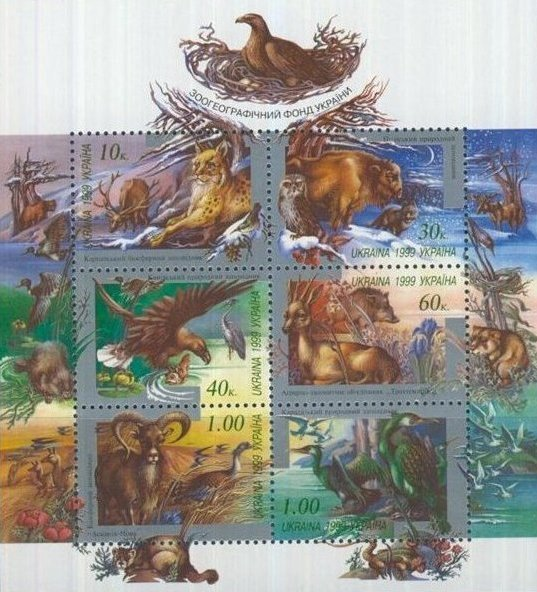
sur un timbre ukrainien.